# Kunstnernes Statsunderstøttede Croquisskole
Kunstnernes Statsunderstøttede Croquisskole blev stiftet i december 1918 af følgende kunstnerorganisationer: Kvindelige Kunstneres Samfund (KKS), Malende Kunstneres Sammenslutning (MKS), Kunstnerforeningen af 18. November, Charlottenborgs Billedhuggere, Dansk Billedhuggersamfund, Billedhuggerforeningen og Grafisk Kunstnersamfund. Den 14. december 1918 bevilgede Folketingets finansudvalg støtten, som trådte i kraft 1919. Kunstnerorganisationerne havde i foråret 1918 indsendt en ansøgning om statstilskud til oprettelse og drift af en croquisskole efter principperne i Paris og andre kunstcentre for skoler til udvikling af kunstnere.
Den første leder af Kunstnernes Statsunderstøttede Croquisskole blev maleren og væveren Astrid Holm. Astrid Holm blev senere lærer på Kunstakademiets nyoprettede væveskole og blev dermed den første kvinde, der fik en undervisningspost på den statslige institution.
Croquisskolens første bestyrelse bestod af to kvinder og to mænd: fra Kvindelige Kunstneres Samfund billedhuggeren Anne Marie Carl-Nielsen og maleren Marie Henriques, og fra Malende Kunstneres Sammenslutning maleren Rasmus Christiansen. Fra Kunstnerforeningen af 18. November maleren Hans Henrik Schou. For medlemmerne af de organisationer, der stod bag stiftelsen, var adgangen til at tegne gratis. For øvrige kunstnere kostede det 75 øre pr. aften.
Det første år befandt Croquisskolen sig i lokaler i det tidligere Frederiks Hospital i Bredgade 68 i København. Herfra flyttedes i 1921 til lokaler i Den Priorske Atelierbygning i gården bag Bredgade 33. Skolen holdt åben hver dag fra kl. 19 til kl. 21, undtagen søndag.
Astrid Holm forblev leder indtil sin død i 1937, og maleren Gudrun Grove blev valgt som hendes efterfølger fra 1938. Senere ledere var malerne Kirsten Gye Sejg, Gudrun Lorenzen og Therese Dragshøj samt sluttelig billedkunstneren Jytte Augustesen. Trods den stramme økonomi gennem hele Croquisskolens levetid og opbrud og flytninger, bl.a. til ejendommen Nyhavn 18, formåede lederne at opretholde skolen som et attraktivt mødested for kunstnere og et inspirerende studiemiljø.
Den 31. december 1994 lukkede Kunstnernes Statsunderstøttede Croquisskole officielt.